# El otro señor Klein
El otro Señor Klein es una coproducción franco-italiana de 1976, dirigida por Joseph Losey. Producida y protagonizada por Alain Delon en el papel principal.

## Trama
El señor Robert Klein es un francés de cuarenta años que vive en París en 1942 a quien le tiene sin cuidado la guerra y el dolor de la gente. Es coleccionista de obras de arte, tiene una casa llena de lujos y una joven amante: cuando lo necesita, como buen prestamista, consigue a mitad de precio cuadros de los que algún judío necesita deshacerse. 
Su seguridad se ve comprometida cuando descubre que existe otro Robert Klein, probablemente judío, que trata de escapar a las persecuciones raciales, atribuyéndole a él su identidad. Klein se asusta y se dirige a la policía, despertando fuertes sospechas.
Las cosas se complican cuando Klein, buscando a su homónimo, localiza la pobre casa en donde vive, y lo acoge su amante en un castillo. El hombre tiene buenas razones para creer que el desconocido le ha tendido una trampa, tal vez para encubrir su propia actividad de terrorista, y espera escapar presentando a las autoridades documentos que señalan que es de raza aria. Sin embargo, con el paso de los días, el cebo se cierra aún más pues no es posible ubicar al segundo señor Klein, todas las pistas conducen a un callejón sin salida, y la policía se hace cada vez más agresiva. Un abogado le ofrece la manera de dejar Francia con un pasaporte falso, pero él no lo utiliza, decidido a descubrir a su enemigo, de quien solo ha escuchado la voz por teléfono.

## Reparto
- Alain Delon - Señor Klein
- Jeanne Moreau - Florence
- Francine Bergé - Nicole
- Juliet Berto - Jeanine
- Jean Bouise – El dependiente
- Suzanne Flon – La conserje
- Massimo Girotti - Charles
- Michael Lonsdale - Pierre
- Michel Aumont – El funcionario de la prefectura
- Roland Bertin – El administrador del periódico
- Jean Champion – El guardia de la morgue
- Etienne Chicot - Un policía
- Magali Clément - Lola
- Gérard Jugnot – El fotógrafo
- Hermine Karagheuz – La joven obrera

## Premios
- Premio César 1977 : al mejor director (Joseph Losey)
- Premio César 1977 : a la mejor película (Joseph Losey)
- Premio César 1977 : al mejor diseño de producción (Alexandre Trauner)

Nominaciones
- Premio César 1977 : al mejor actor (Alain Delon); a la mejor fotografía (Gerry Fisher); al mejor montaje (Henri Lanoë); y al mejor sonido (Jean Labussière)
- Premio Palma de Oro 1976 : a Joseph Losey